# Odontodoryctes biannulatus
Odontodoryctes biannulatus är en stekelart som beskrevs av Granger 1949. Odontodoryctes biannulatus ingår i släktet Odontodoryctes och familjen bracksteklar. Inga underarter finns listade i Catalogue of Life.